# Stemmiulus trilineatus
Stemmiulus trilineatus är en mångfotingart som först beskrevs av Demange 1971.  Stemmiulus trilineatus ingår i släktet Stemmiulus och familjen Stemmiulidae. Inga underarter finns listade i Catalogue of Life.